# Edward Burtynsky

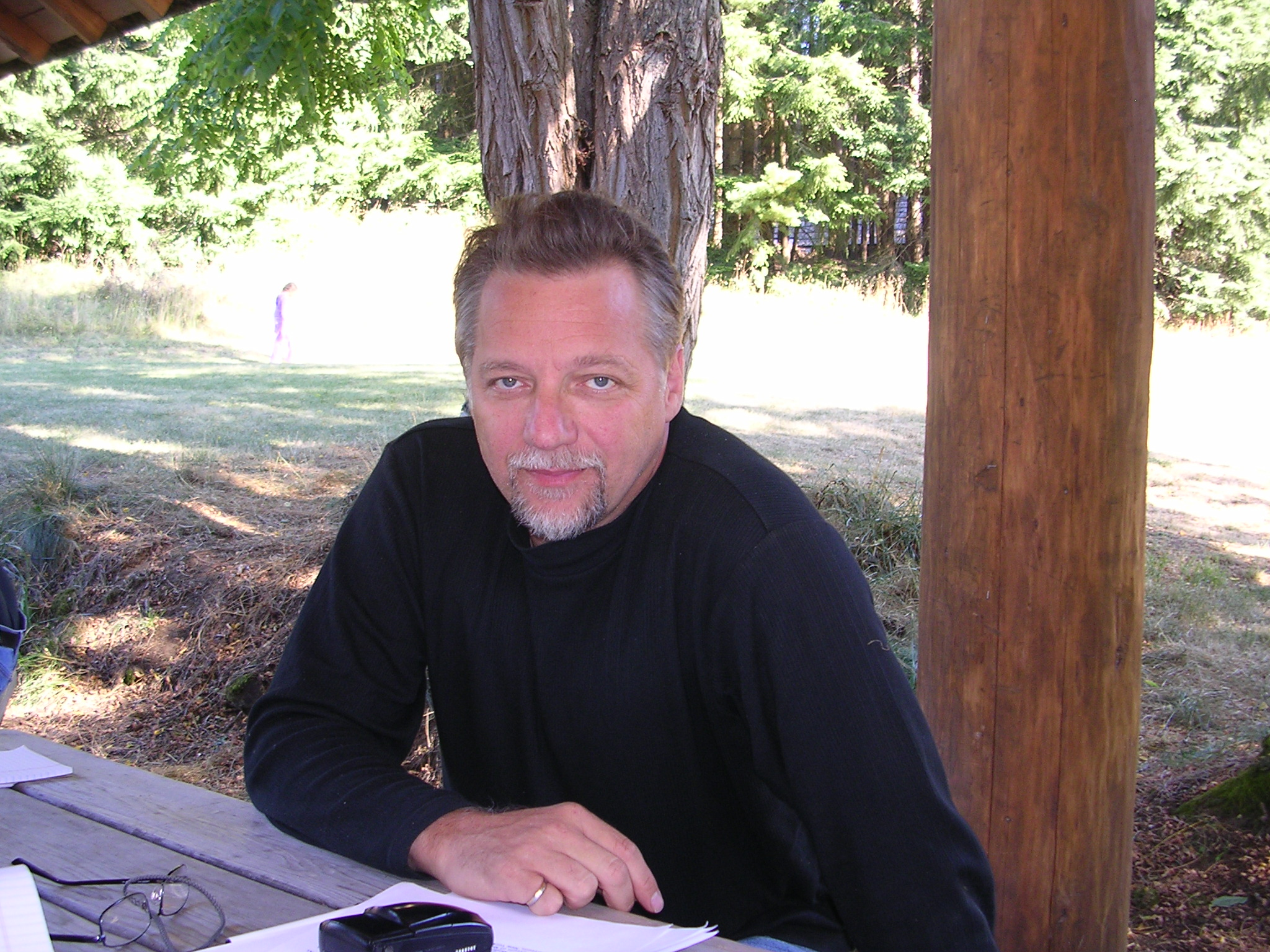
Edward Burtynsky in 2005

Edward Burtynsky (St. Catharines, 1955) is een Canadese fotograaf en beeldend kunstenaar die internationale erkenning heeft gekregen voor zijn grootformaat foto's van industriële landschappen. Zijn werk is aangekocht door meer dan 50 grote musea, waaronder het Guggenheim Museum en het Museum of Modern Art  in New York, de National Gallery of Canada en de Bibliothèque nationale in Parijs.

## Jeugd
Burtynsky werd in 1955 geboren in St. Catharines, Ontario. Zijn ouders waren in 1951 vanuit Oekraïne naar Canada geïmmigreerd, waar zijn vader fabrieksarbeider werd bij General Motors. Toen Burtynsky elf jaar was, kocht zijn vader een tweedehands doka, inclusief camera's en handleidingen. Samen met zijn vader leerde hij zwart-witafdrukken maken en met zijn oudere zus maakte hij in de vroege jaren 70 tegen betaling portretfoto's bij het plaatselijke Oekraïense centrum.

## Studie
In 1976 behaalde Burtynsky een diploma aan het Niagara College in Welland, Ontario, in de richting grafische vormgeving. In 1982 studeerde hij af aan Ryerson University in Toronto, met een BAA (Bachelor of Applied Arts) in fotografie.

## Werk
Burtynsky is bekend om zijn foto's (veelal in vogelvluchtperspectief) van landschappen die ingrijpend veranderd zijn door menselijke activiteit. De foto's worden meestal afgedrukt (tegenwoordig geprint) op een formaat van ± 125 x 150 cm. Hij werkt thematisch en fotografeert na uitvoerig researchwerk en soms langdurige bemoeienissen voor het verkrijgen van toestemming, wereldwijd locaties die met zijn thema's te maken hebben.

#### Series
- De serie Mines uit 1985 toont kolen-, koper- en siliciummijnen op verscheidene locaties in Canada.
- De serie Railcuts uit 1985 laat landschappen zien die op subtiele wijze worden doorsneden door spoorlijnen.
- De serie Homesteads uit 1985 toont nederzettingen (huizen in de natuur) op diverse plekken in Canada.
- De serie Tailings uit 1995 brengt landschappen, getekend door vloeibaar mijnbouwafval, in beeld.
- De serie Quarries toont steengroeven in Vermont, de Verenigde Staten (1991), Carrara, Italië (1993), Rajastan, India (2000), Xiamen, China (2004) en Pardais, Portugal (2006)
- De serie Urban Mines uit 1999 toont bergen metaalschroot in een recyclingbedrijf in Canada, en enorme hoeveelheden afgedankte autobanden in Californië.
- De serie Shipbreaking uit 2000/2001 brengt in beeld hoe in Bangladesh op stranden olietankers worden gesloopt.
- De uitgebreide serie China uit 2004/2005 toont, naast veel industriële beelden en taferelen van stedelijke vernieuwing, foto's van de in aanbouw zijnde Drieklovendam (Tree Gorges).
- De serie Oil brengt op diverse manieren, wereldwijd de invloed in beeld die olie heeft op de leefwereld van mensen. De serie omvat foto's van desolate olievelden in Azerbeidzjan, vervallen autofabrieken in Detroit, verkeersknooppunten en auto- en vliegtuigkerkhoven. Beelden uit de series Shipbreaking en Urban Mines keren terug in deze serie.
- De serie Australia uit 2007 zijn luchtopnamen te zien van grote mijnbouwoperaties in West-Australië.
- De serie Water, waaraan Burtynsky van 2008 tot 2013 werkt, toont luchtopnamen van "dryland farming" in Aragón, Spanje, en van de Golf van Mexico na de BP-olieramp in 2010.[3]

#### Techniek
Het grootste deel van Burtynsky's werk is gefotografeerd met een grootformaat Linhof Technika, op 4x5 inch negatieven. Sinds 2003 maakt hij ook luchtopnamen. Vanwege betere resultaten daarbij, gebruikt hij de laatste jaren ook een digitale Hasselblad. Naast het gebruik van platforms, natuurlijk voorhanden zijnde hoge standpunten en helikopters, deed Burtynsky in recente jaren succesvolle tests met op afstand bestuurde, onbemande helikopters voor het perfect positioneren van zijn camera.

#### Thema's
Burtynsky's werk brengt de stempel in beeld die de moderne consumptiemaatschappij drukt op de natuurlijke omgeving waarmee ze onlosmakelijk verbonden is. Juist deze verbondenheid komt sterk tot uiting in Burtynsky's hele oeuvre. Hij toont waar onze massaproducten vandaan komen en waar ze belanden na consumptie. De omvang van die processen wordt zichtbaar in de imponerende schaal van de gefotografeerde taferelen: van olievelden en de mijnbouwoperaties waar ertsen worden gewonnen, tot immense fabriekshallen, tot de bergen gesorteerde, afgedankte materialen die overblijven. Alles wordt met een neutraal oog in beeld gebracht in gedetailleerde "landschapsfoto's" die zowel aantrekken doordat ze vaak een esthetische schoonheid bezitten, als afstoten vanwege het evidente geweld dat wordt gepleegd op de natuurlijke omgeving.

## Andere projecten
In 1985 richtte Burtynsky Toronto Image Works op, een instituut waar doka's en apparatuur kunnen worden gehuurd, waar men zowel op analoog als digitaal gebied alle mogelijke diensten aanbiedt, waar fotografen kunnen exposeren in een galerie en waar cursussen worden gegeven op het gebied van fotografie, grafische vormgeving, digitale beeldbewerking, dtp e.d.
In 2006 was Burtynsky onderwerp van de documentaire Manufactured Landscapes van Jennifer Baichwal, die op diverse festivals prijzen in de wacht sleepte.

## Prijzen
In 2005 ontving Burtynsky de TED Prize.

In 2006 werd hem de titel Officer of the Order of Canada toegekend.

Hij ontving vier eredoctoraten en diverse prijzen voor zijn fotoboeken of zijn gehele oeuvre.